# جايسون كيلر
جايسون كيلر (بالإنجليزية: Jason Keller)‏ هو سائق سباق أمريكي، ولد في 23 أبريل 1970 في غرينفيل في الولايات المتحدة.

## وصلات خارجية
- جايسون كيلر على موقع Racing-Reference.info (الإنجليزية)